# 詹姆斯·麦克鲁格
詹姆斯·麦克鲁格（James McClurg，1746年—1823年7月9日），是美國一名政治家和内科医生，他曾经代表出席《费城制宪会议》，并且担任弗吉尼亚州里士满市长。他和托马斯·杰弗逊是终生好友。

## 生平
麦克鲁格在英国爱丁堡大学获得医学博士学位，并成为一名在植物学上深有造诣的内科医生、教育家和教授，他在威廉玛丽学院任职，此前也在伦敦和巴黎工作。回到美国后，他积极参与到各地的研究和教学中，其中《人类胆汁研究：以及各类胆汁分泌反应》（Experiments upon the Human Bile and Reflections on the Biliary Secretions）被翻译成好几种语言。
1773年，麦克鲁格返回到弗吉尼亚州，并担任医学和解剖学教授，并服务于海军中。他致力于各种防止流行病的活动中，包括1798年的黄热病。但是，他的接触性传染病研究也招致了批评，其中包括法官乔治·魏瑟谋杀案的法庭审查，最初他判断是中风，而不是砒霜中毒。麦克鲁格博士也是《费城医学及内科科学期刊》（Philadelphia Journal of Medical and Physical Sciences）的首位受奖者。在1820年至1821年，他担任弗吉尼亚州医学学会主席。

## 公共服务
当帕特里克·亨利拒绝参加费城会议时，弗吉尼亚州立法机关委任麦克鲁格担任代表，与乔治·华盛顿、乔治·梅森、詹姆斯·麦迪逊、埃德蒙·伦道夫、乔治·魏瑟一同奔赴费城。麦克鲁格也成为三位出席制宪议会的内科医生之一（其他两位是休·威廉森、詹姆斯·麦克亨利）；然而他在八月初就返回弗吉尼亚州，并因担心新的国家会破坏各州的选举制度，所以再未出席。1787年9月，他也没有在宪法最终稿上签字。
此后，麦克鲁格博士曾供职于弗吉尼亚州执行会议；自1797年，他又担任十余年的里士满市市长。

## 家庭
1779年，麦克鲁格娶伊丽莎白·塞尔登（Elizabeth Seldon）。他们的女儿伊丽莎白·塞尔登·麦克鲁格（Elizabeth Seldon McClurg）嫁给了当地著名律师约翰·威克姆。麦克鲁格去世后葬在圣约翰圣公会教堂。